# 한국음반제작업협동조합
한국음반제작업협동조합은 오디오 기록매체 복제업의 건전한 발전과 조합원의 경제적 지위향상과 국민경제의 균형 있는 발전 도모하기 위하여 1998년 9월 15일 설립된 문화체육관광부 소관의 특수법인이다. 사무실은 경기도 광명시 철산동 449-1에 있다.

## 주요 업무
- 음반복제제작업 구매·생산·판매 등 공동사업
- 음반유통구조 개선 및 정보화 사업
- 제품의 단체표준에 관한 사업